# ملاحة

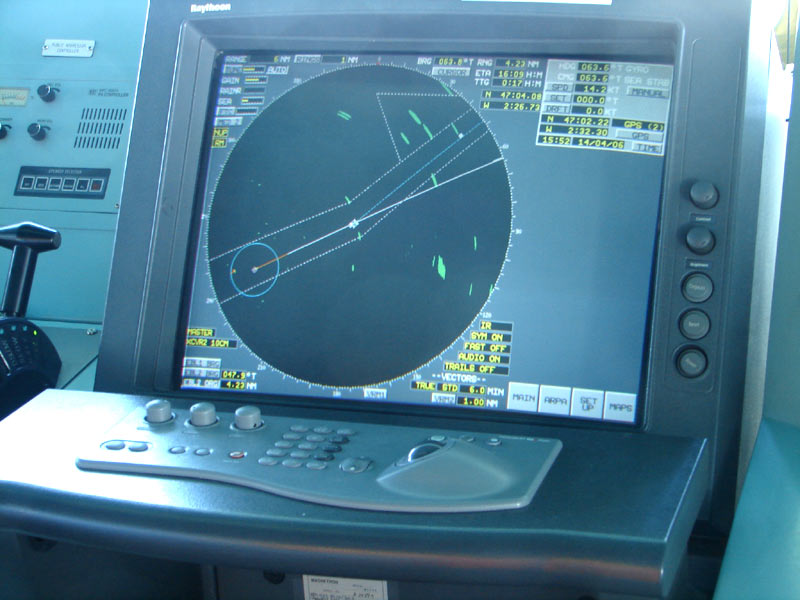
نظام ملاحة يستخدم في ناقلات البترول

الملاحة هي علم وتقنية توجيه السفن أو الطائرات من مكان لآخر وتحديد موقعها. وهي تمثل عملية التخطيط والتسجيل والتحكم بحركة المراكب أثناء الانتقال.
الملاحون القدامى اتبعوا العلامات المرئية في السواحل ودرسوا الرياح لتحديد إتجاه الملاحة. استخدم الفينيقيين والبولينيسيين النجوم لمعرفة طرق ملاحتهم. في حدود العام 1100 اخترع الصينيون البوصلة وهي من أقدم الأدوات الملاحية التي استعان بها الملاحون، بالرغم من أن دقتها لم تكن كبيرة وبالأخص في البحار العميقة. أما البوصلات الحالية فهي مثبتة في الجيروسكوب وموضوعة في صناديق خاصة لتكافئ حركة السفن. حسبت سرعة السفن أولًا بواسطة رمي مقياس من فوق جانب المركب مرتبط ببكرة خيط معقود بفواصل المركب. عدد العقد الذي يظهر حينما ينجرف المقياس حتى تتفرغ الساعة الرملية يحدد سرعة المركب بوحدة العقدة. الجداول والخرائط هي أدوات ملاحية مهمة أيضًا. تحديد الموقع يتطلب تدوين التفاصيل في الجداول حتى يمكن معرفة هذا الموقع. الأداة المستخدمة قديمًا لمعرفة خطوط العرض تعرف بـالربعية، وهي تقيس ارتفاع النجم القطبي أو شمس منتصف النهار. ومن بين الأدوات القديمة الأخرى المستخدمة في الملاحة السدسية والأسطرلاب. أما خطوط الطول فقيست في القرنين 17 و18 باستخدام مقياس زمني وجداول تعرض مراكز بعض الأجسام السماوية طوال العام. في القرن 20 استخدمت المنارات والشبكات الفضائية لتحديد المواقع.

## تعريف
وهي توجيه المركبات (طائرات-سفن-سيارات) من مكان لآخر والقدرة على تحديد مكانها في أي وقت وتجنب مخاطر الانتقال للوصول للمكان الآخر بسلامة وفي أقل وقت ممكن.

## نبذة تاريخية
أول من اكتشف علم الملاحة هم الفينيقيون والملاح معناه ربان السفينة وكلمة الملاحة navigation مشتقة من كلمة لاتينية وهي navis ومعناها السفينة وكلمة agree ومعناها يوجه.

## أنـواع الملاحـة
- ملاحة برية [الإنجليزية]: وتستخدم في سباق السيارات في الصحراء وخلال رحلات الصيد والإستكشافات البرية.
- ملاحة بحرية: وتستخدم مع القطع البحرية لتوجيهها من مكان لآخر.
- ملاحة جوية: وهي علم توجيه الطائرة من مكان لآخر والقدرة علي تحديد مكانها في أي وقت أثناء الطيران وهي أصعب أنواع الملاحة.

## طرق الملاحة
هناك ثلاث طرق للملاحة وهي:
1. الملاحة الساحلية.
2. الملاحة الإلكترونية.
3. الملاحة الفلكية.

## الملاحة الجوية
عندما نطير من نقطة لأخرى أو من مكان لآخر فإننا نحتاج:
معرفة مكاننا لكن ليس هناك إشارات أو أي أحد لكي نسأله عن الطريق لهذا نستخدم علم يسمى علم الملاحة.
لكن الفرق بين الملاحة الجوية وأي ملاحة أخرى أنك تطير بسرعات عالية جداً ولا تستطيع أن تتوقف في الجو وتريد أن تعرف مكانك لهذا فإنها صعبة جداً ومهمة جداً.
1- الملاحة بالرؤية:
إحدى طرق الملاحة التي تستخدم الرؤية حيث يُنْظَر للمعالم الأرضية ويُقَارَن بينها وبين الخريطة ومنها أعرف مكاني.
2- الملاحة التقديرية: سوف أشرحها باختصار:
- عندما تسير بسيارتك بسرعة 100كم/ساعة لمسافة 50كم – فما هو الوقت الذي سوف تستغرقه لتقطع هذه المسافة؟

نصف ساعة.
- عندما تطير من مكان لآخر يوجد رياح تؤثر فيك وتسبب انحرافك

ولهذا سوف تطير منحرفاً في الاتجاه العكسي لكي تسير على نفس خط سيرك للمكان المتوجه إليه.
3- الملاحة اللاسلكية:	
هناك منارة لاسلكية مكانها معروف ولهذا أستطيع أن أعرف مكاني بالنسبة لها.
أنا على اتجاه 270o (درجة) ومسافة 25 كم من هذه المنارة اللاسلكية ولهذا أعرف مكاني.
4- الملاحة الفلكية:
وتتم باستخدام النجوم في السماء التي تظهر في وقت محدد في السنة وأحدد مكاني بالنسبة لها مثل استخدام النجم القطبي لمعرفة اتجاه الشمال.
5- الملاحة باستخدام الأقمار الصناعية:
هناك أحد الأنظمة التي تستخدم الأقمار الصناعية وهي جى بى إس ماذا تعرف عن هذا النظام؟
هو نظام يتكون من 24 قمر صناعي يدورون حول الأرض يتم معرفة المكان باستخدام 4 أقمار على الأقل عن طريق معرفة الإحداثيات.
لقد قسم العلماء الأرض إلى خطوط طول ودوائر عرض لتسهيل معرفة مكانك.
هناك 360 خطوط طول و180 دائرة عرض.

## كيف يختلف الوقت من مكان لآخر ؟
كل خط طول يختلف عن الذي بعده بـ4 دقائق فرق زمن:
24 ساعة × 60 دقيقة /360= 4 دقيقة
مثلا: مصر على خط طول 30 ولهذا فرق الوقت بين مصر وإنجلترا ساعتين ولهذا عندما يرى الوقت في التليفزيون GMT 12:00 فيكون الوقت في مصر 02:00 وهذا هو سبب اختلاف الوقت.